# Convoluta henseni
Convoluta henseni är en plattmaskart som beskrevs av Böhmig 1895. Convoluta henseni ingår i släktet Convoluta och familjen Convolutidae. Inga underarter finns listade i Catalogue of Life.